# Kaart van het noordelijke stroomgebied van de Amstel
Kaart van het noordelijke stroomgebied van de Amstel is een kaart uit 1555 door Dirck Jansz. Hoen in het Regionaal Archief Dordrecht.

## Beschrijving
Op de kaart is weergegeven het Amstelland tussen Amsterdam (geheel links) en Mijdrecht (geheel rechts). Boven- en onderaan zijn de coördinaten – oost en west – aangegeven. De kaart is waarschijnlijk gemaakt in opdracht van het stadsbestuur van Amsterdam naar aanleiding van een rechtszaak tussen de stad en het kapittel van Sint Marie in Utrecht. De rechtszaak werd gevoerd vanwege ‘de Waever aende Ruge willis dat sy heten aen de waver’ (de Waever aan de [heerlijkheid] Ruige Wilnis die zij Aan de Waver noemen), dat aangegeven is in het midden op het eiland met de twee koeien. Het kapittel maakte aanspraak op het heffen van tienden langs het riviertje de Waver, gebaseerd op een 13e-eeuwse oorkonde. De stad Amsterdam was echter van mening dat het in 1529 deze tienden had gekocht van Reinoud III van Brederode, samen met de Ambachtsheerlijkheid van Amstelveen en Nieuwer-Amstel. De rechtszaak duurde erg lang, eerst – van 1545 tot 1559 – voor het Hof van Holland, en later – van 1560 tot 1562 – in hoger beroep voor de Grote Raad van Mechelen. De schout van Ouderkerk aan de Amstel was daarbij zaakwaarnemer van de stad Amsterdam. In 1551 en 1559 werd Amsterdam in het gelijk gesteld. Voor deze rechtszaak was een goede kaart van groot belang. In de Amsterdamse stadsrekeningen wordt vermeld dat op 31 augustus 1555 burgemeester Gheryt Claesz. met zijn bediende en Dirck Jansz. Hoen, koster van de Nieuwe Kerk, naar Ouderkerk reisden. Van daaruit ging het gezelschap, met de schout van Ouderkerk, ‘om den Hoep van Ouderkerck tot Botzhol die Waever langs omme by den voorsz Dirck Jansz te doen ontwerpen ende maicken een charte vander situatie vandien omme overgeleyt te wordden inden processe’ (over de Rondehoep van Ouderkerk tot Botshol langs de Waver om de genoemde Dirck Jansz. een kaart te laten maken van de situatie om overlegd te worden in de rechtszaak). In 1560 tekende Hoen nog een kaart van de Zuiderzee.